# Campeonato Nacional de Fútbol 1966
Il Campeonato Nacional de Fútbol 1966 è stata la 8ª edizione della massima serie del campionato di calcio dell'Ecuador, ed è stata vinta dal Barcelona.

## Formula
Il campionato ritornò alla formula a più gironi: la prima fase comprende quattro gruppi da quattro formazioni, divisi secondo le regioni d'appartenenza: di montagna (sierra) e costiere (costa). Le prime due d'ogni girone si qualificano alla fase finale.

## Prima fase

### Sierra

#### Gruppo A
|  | Pos. | Squadra              | Pt | G | V | N | P | GF | GS | DR  |
|  | ---- | -------------------- | -- | - | - | - | - | -- | -- | --- |
|  | 1.   | LDU Quito            | 11 | 6 | 5 | 1 | 0 | 16 | 5  | +11 |
|  | 2.   | El Nacional          | 9  | 6 | 4 | 1 | 1 | 15 | 8  | +7  |
|  | 3.   | Universidad Católica | 4  | 6 | 2 | 0 | 4 | 11 | 15 | -4  |
|  | 4.   | América de Ambato    | 0  | 6 | 0 | 0 | 6 | 8  | 22 | -14 |

#### Gruppo B
|  | Pos. | Squadra          | Pt | G | V | N | P | GF | GS | DR |
|  | ---- | ---------------- | -- | - | - | - | - | -- | -- | -- |
|  | 1.   | Politécnico      | 7  | 6 | 2 | 3 | 1 | 8  | 7  | +1 |
|  | 2.   | Aucas            | 6  | 6 | 2 | 2 | 2 | 6  | 5  | +1 |
|  | 2.   | América de Quito | 6  | 6 | 1 | 4 | 1 | 10 | 4  | +6 |
|  | 4.   | Macará           | 5  | 6 | 2 | 1 | 3 | 7  | 15 | -8 |

### Costa

#### Gruppo A
|  | Pos. | Squadra          | Pt | G | V | N | P | GF | GS | DR |
|  | ---- | ---------------- | -- | - | - | - | - | -- | -- | -- |
|  | 1.   | Patria           | 8  | 6 | 4 | 0 | 2 | 7  | 4  | +3 |
|  | 2.   | Emelec           | 6  | 6 | 3 | 0 | 3 | 11 | 5  | +6 |
|  | 2.   | Nueve de Octubre | 6  | 6 | 3 | 0 | 3 | 5  | 8  | -3 |
|  | 4.   | América de Manta | 4  | 6 | 2 | 0 | 4 | 5  | 11 | -6 |

#### Gruppo B
|  | Pos. | Squadra           | Pt | G | V | N | P | GF | GS | DR  |
|  | ---- | ----------------- | -- | - | - | - | - | -- | -- | --- |
|  | 1.   | Barcelona SC      | 11 | 6 | 5 | 1 | 0 | 16 | 5  | +11 |
|  | 2.   | Español Guayaquil | 7  | 6 | 3 | 1 | 2 | 9  | 6  | +3  |
|  | 3.   | River Plate Manta | 4  | 6 | 2 | 0 | 4 | 10 | 15 | -5  |
|  | 4.   | Norte América     | 2  | 6 | 1 | 0 | 5 | 6  | 15 | -9  |

## Girone finale
|                    | Pos. | Squadra           | Pt | G  | V | N | P  | GF | GS | DR  |
| ------------------ | ---- | ----------------- | -- | -- | - | - | -- | -- | -- | --- |
| Ecuador (bandiera) | 1.   | Barcelona SC      | 21 | 14 | 8 | 5 | 1  | 23 | 10 | +13 |
|                    | 2.   | Emelec            | 20 | 14 | 9 | 2 | 3  | 27 | 13 | +14 |
|                    | 3.   | Politécnico       | 16 | 14 | 7 | 2 | 5  | 27 | 26 | +1  |
|                    | 4.   | LDU Quito         | 15 | 14 | 6 | 3 | 5  | 29 | 25 | +4  |
|                    | 5.   | Patria            | 14 | 14 | 6 | 2 | 6  | 19 | 20 | -1  |
|                    | 6.   | El Nacional       | 14 | 14 | 4 | 6 | 4  | 15 | 16 | -1  |
|                    | 7.   | Aucas             | 7  | 14 | 1 | 5 | 8  | 13 | 28 | -15 |
|                    | 8.   | Español Guayaquil | 5  | 14 | 2 | 1 | 11 | 20 | 35 | -15 |

## Verdetti
- Barcelona campione nazionale
- Barcelona ed Emelec in Coppa Libertadores 1967

## Classifica marcatori
| Gol |  |  | Giocatore        | Squadra      |
| --- |  |  | ---------------- | ------------ |
| 13  |  |  | Coutinho         | LDU Quito    |
| 9   |  |  | Eli Durante      | Emelec       |
| 7   |  |  | Valerio Ferreira | Politécnico  |
| 6   |  |  | Benito Galeano   | Politécnico  |
| 6   |  |  | Félix Lasso      | Barcelona SC |